# Pusti Hrib
Pusti Hrib este o localitate din comuna Ribnica, Slovenia, cu o populație de 11 locuitori.